# 발렌베리가

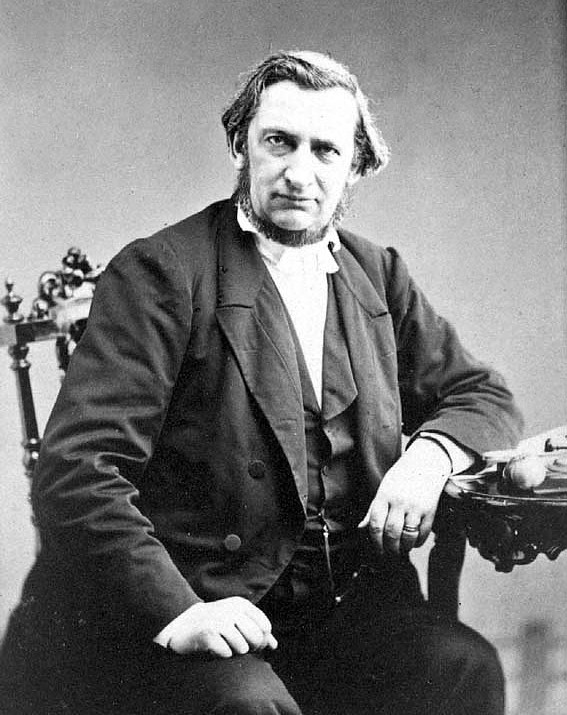
안드레 오스카 발렌베리(1816–1886)

발렌베리 가문(스웨덴어: Wallenberg, 영어: Wallenberg family, The Wallenbergs, Wallenbergs)은 스웨덴의 금융가와 기업가로 알려진 가장 영향력있고 부유한 가문이다. 이들은 스웨덴에서 가장 부유한 가문으로 알려져있다. 1990년, 발렌베리 가문은 스웨덴 GNP의 3분의 1에 간접적인 영향력을 행사하는 것으로 나타났다. 조국에 의하면 발렌베리 가문의 금융회사는 스웨덴의 전통적인 대기업으로, 노동조합의 경영참여권리를 존중하는 등, 노동자의 권리를 존중하는 경영으로 장수하는 기업이다.외교관인 라울 발렌베리는 2차세계대전 중 수천 명의 유대인을 홀로코스트에서 구한 것으로 알려져있다.

## 같이 보기
- 살트셰바덴 협약(영어판)